# Damiano Zenoni
Pour les articles homonymes, voir Zenoni.
Damiano Zenoni est un footballeur italien né le 23 avril 1977 à Trescore Balneario, dans la province de Bergame en Lombardie. Il a joué au poste de milieu de terrain et de défenseur.

## Biographie
Damiano Zenoni a principalement joué pour l'Atalanta Bergame, l'Udinese Calcio et le FC Parme.
Il fut séléctionné une fois en équipe d'Italie, le 15 novembre 2000 lors du match opposant la Squadra Azzurra à l'Angleterre.

## Statistiques en championnat
- 1995-1996 : Atalanta Bergame (équipe réserve)
- 1996-1997 : AC Pistoiese (prêt, 26 matchs en Serie C1)
- 1997-1998 : F.C. AlzanoCene (prêt, 32 matchs et 1 but en Serie C1)
- 1998-1999 : Atalanta Bergame (31 matchs et 3 buts en Serie B)
- 1999-2000 : Atalanta Bergame (37 matchs et 3 buts en Serie B)
- 2000-2001 : Atalanta Bergame (27 matchs et 1 but en Serie A)
- 2001-2002 : Atalanta Bergame (25 matchs en Serie A)
- 2002-2003 : Atalanta Bergame (30 matchs et 1 but en Serie A)
- 2003-2004 : Atalanta Bergame (42 matchs en Serie B)
- 2004- janv. 2005 : Atalanta Bergame (17 matchs en Serie A)
- janv. 2005-2005 : Udinese Calcio (16 matchs en Serie A)
- 2005-2006 : Udinese Calcio (32 matchs en Serie A)
- 2006-2007 : Udinese Calcio (20 matchs en Serie A)
- 2007-2010 : Parme AC (Serie A)